# Станкевич, Антоний
Анто́ний Станке́вич (пол. Antoni Stankiewicz; 1 октября 1935, Олешченице, Дисненский повят Виленского воеводства, Вторая Речь Посполитая — 4 января 2021, Рим, Италия) — польский прелат, ватиканский и куриальный сановник. Декан Трибунала Священной Римской Роты с 31 января 2004 по 22 сентября 2012. Доктор канонического права. Титулярный епископ Нова Петры с 15 ноября 2006.

## Биография
Антоний Станкевич родился в Олешченице (совр. Витебская область). Он учился и был рукоположён в сан священника 20 декабря 1958 года в возрасте 23 лет. Папа римский Иоанн Павел II назначил его 31 января 2004 года деканом Трибунала Римской Роты в пределах Римской курии.
Только 15 ноября 2006 года он был избран, чтобы стать титулярным епископом с епархией Нова Петра. 16 декабря 2006 года он был хиротонисан в сан епископа кардиналом Тарчизио Бертоне, которому сослужили и помогали соконсекраторы кардинал Джеймс Фрэнсис Стэффорд — великий пенитенциарий и Жан-Луи Торан — библиотекарь и архивариус Римской Церкви, в качестве соконсекраторов.
Как Декан Римской Роты Станкевич надзирал за главной функцией Римской Роты, которая является таковой третьего инстанцией апелляционного трибунала.
Римская Рота главным образом рассматривает решения низших судов, но преобладают его количество дел, обслуживаемых за определённый период — дела аннулирования брака из-за увеличенных гражданских норм развода среди католиков, но он также заслушивает неадминистративные дела в любой области канонического права.
22 сентября 2012 года Папа Бенедикт XVI принял отставку епископа Станкевича с поста декана Трибунала Священной Римской Роты, и назначил его преемником монсеньора Пио Вито Пинто — прелата-аудитора Трибунала Священной Римской Роты.